# Idiops robustus
Idiops robustus is een spinnensoort uit de familie van de valdeurspinnen (Idiopidae).
De wetenschappelijke naam van de soort werd in 1898 als Acanthodon robustus gepubliceerd door Reginald Innes Pocock.